# Euryglossina leucognatha
Euryglossina leucognatha är en biart som först beskrevs av Exley 1974.  Euryglossina leucognatha ingår i släktet Euryglossina och familjen korttungebin. Inga underarter finns listade i Catalogue of Life.

## Bildgalleri

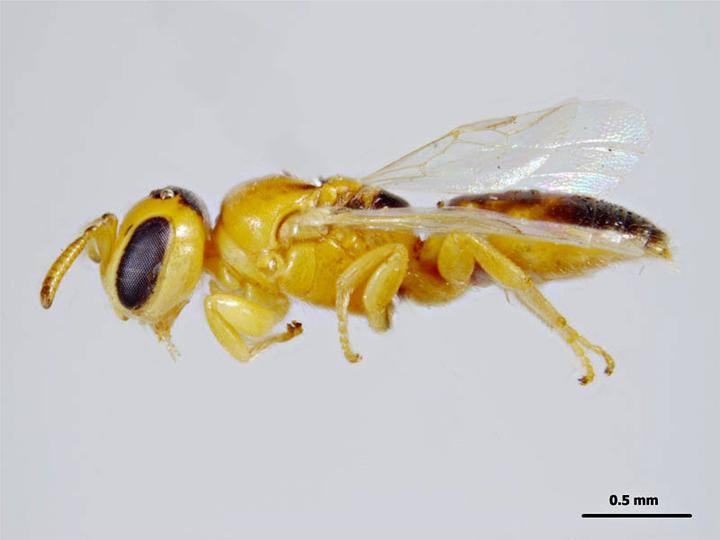